# Сорок дев'ять скетиських мучеників
Сорок дев'ять скетиських мучеників — християнські монахи монастиря у Скетисі у Римському Єгипті, які були вбиті берберами під час набігу у 444 році. Разом з ними загинули двоє мирян. Їхні мощі покояться в монастирі Святого Макарія Великого. Вони вшановуються в Коптській православній церкві, але не в східній православній чи католицькій церквах.

## Набіг
Набіг берберів відбувся в період загальних хвилювань в Єгипті. Приблизно в цей час Арсеній Великий втік до Канопуса через набіги берберського племені мазиків, тоді як Несторій був звільнений з ув'язнення під час нападу блемміїв на оазу Харга. Набіг на Скетис також відбувся під час суперечки між ченцями та імператором Феодосієм II щодо бажання імператора мати спадкоємця чоловічої статі. За три роки до того імператор написав ченцям, просячи їх молитися, але монах Ісидгур написав у відповідь, що Бог відмовить йому в сині через його єресь (діофізитство). У 444 році імператор відлучився від своєї дружини Євдокії. На нього тиснули деякі радники та його сестра Пульхерія, щоб він розлучився з нею та знову одружився. Тому він надіслав другого листа монахам Скетиса через імперського кур'єра Артемія.
Набіг берберів на Скетис відбувся, коли Артемій був там зі своїм сином Діосом. Хоча Ісидгур помер, ченці поклали імператорський лист на його могилу. Потім монахи склали відповідь імператору, тоді Артемій і Діос зібралися у зворотну подорож, коли стався набіг. Ігумен Іоанн відмовився сховатися у вежі Піамон і запросив братів розділити його долю. Він та ще 48 ченців були вбиті. Решта сховалися у вежі. Артеміос і Діос також були вбиті після того, як Діос, як повідомляється, побачив, як ченці отримують небесні вінці мучеництва, і переконав свого батька повернутися назад і розділити їхню долю.
Розповідь про сорок дев'ять ченців містить найдавнішу згадку про вежу Піамон у Скетисі. Схоже, що вежа була побудована у відповідь на набіги 407 і 434 років. Це дозволило життю в Скетисі повернутися до нормального життя одразу після того, як агресори пішли, оскільки не було загального розпорошення ченців, як під час попередніх нападів.

## Шанування
Згідно з пізнім арабським життєписом святого Паїсія, нападники зупинилися біля джерела, щоб помити свої мечі, і після цього джерело стало джерелом чудесного зцілення. Мученики були поховані своїми вцілілими братами в печері біля вежі. Повідомлялося про численні чудеса на їхній могилі, і імператор Феодосій був настільки вражений, що побудував для них мартиріум у Константинополі. Саме повідомлення про їхню святість нібито спонукали Гіларію, доньку імператора Зенона, стати черницею в Скетисі.
У 538 році патріарх Феодосій I Олександрійський наказав перенести їхні мощі в іншу печеру та побудувати над ними каплицю. Після арабського завоювання Єгипту в 642 році патріарх Веніамін I відвідав їхню святиню та встановив 5-е число місяця Мешир у коптському календарі як їхнє свято. Мощі були знову перенесені, коли каплиця стала руїною, і в останній раз у 1773 році, коли багатий меценат Ібрагім аль-Джаухарі побудував для них нову церкву в Дайр Анба Макарі. Їхні мощі залишаються там і сьогодні. Каплиця, присвячена мученикам, була побудована Мойсеєм з Нісібіса в Дайр ас-Сурьян в 10 столітті.
Пам'ять мучеників вшановується в копто-арабському синаксарі на 26-й день місяця Тобі (що відповідає 21 січня за юліанським календарем). У літургії вони згадуються як «сорок дев'ять мучеників, старійшини Шихіта». Основним джерелом про мученицьку смерть є розповідь у самому синаксарі.

## Історичність
Історичність різанини ймовірна. Розповіді містять непрямі подробиці, які, якщо їх можна перевірити, підтверджуються іншими джерелами. Берберські набіги не були рідкістю в Західній пустелі в середині V століття. Перша консультація Феодосія з монахами Скетиса також згадується в історії Іоанна Нікійського (VII ст.), хоча він не згадує другий набіг. Другий, але не перший, згадується в житії Діоскора Олександрійського (VI ст.). Він згадує загиблого Ісидгура, ігумена Іоанна та кур'єра Артемія та його сина, але не згадує про набіг чи різанину. Цілком імовірно, що звернення Феодосія до ченців і різанина були різними подіями, розділеними в часі, які злилися в агіографічній традиції.